# 야고보 (예수의 형제)
의인 야고보(라틴어: Iacobus Iustus, 그리스어: IΙάκωβος ο Δίκαιος; ? - 62년경 사망) 또는 예루살렘의 야고보(James of Jerusalem), 하느님의 형제 야고보(그리스어: Ιάκωβος ο αδελφόθεός) 혹은 주의 형제 야고보(James, the Brother of the Lord)는 기독교 전승에 따르면, 그는 첫 번째 예루살렘의 주교이고, 신약성서 야고보서의 저자다.
후에 서기 62년 네로의 박해로 대제사장 안나스의 손에 순교당했다고 전해진다.
다소의 파울로스는 갈라디아서 2:9에서 "기둥으로 인정받는 야고보와 게바와 요한"이라고 언급하여, 야고보가 교회의 기둥으로 인정받을 정도로 영향력 있었음을 보여주고 있다. 야고보는 바울과 신학적으로 갈등을 겪은 인물이기도 한데, 이는 헬라파 기독교 지도자 바울이 믿음을 강조하며, 율법을 지키지 말라고 가르친다는 소문으로 인해, 바울을 유대민족의 전통을 위배하는 이단자로 보았기 때문이다.
그는 신약성서에서 "주의 형제"로서 언급되며, 성 야고보 기도문에서는 "하느님의 형제"로 언급된다.(Adelphotheos).

## 같이 보기
- 야고보 서간